# Ralph Harris, Baron Harris of High Cross
Ralph Harris, Baron Harris of High Cross (* 10. Dezember 1924 in Tottenham; † 19. Oktober 2006 in London) war ein britischer Wirtschaftswissenschaftler und Hochschullehrer, der zwischen 1957 und 1987 zusammen mit Arthur Seldon Generaldirektor der 1955 von Antony Fisher gegründeten wirtschaftsliberalen Denkfabrik Institute of Economic Affairs (IEA) war und 1979 als Life Peer aufgrund des Life Peerages Act 1958 Mitglied des House of Lords wurde. Er war der erste Peer, der auf Vorschlag von Premierministerin Margaret Thatcher ernannt wurde und galt als intellektueller Vordenker des nach ihr benannten Thatcherismus. Harris, der sich selbst als „radikal reaktionär“ bezeichnete, war ein ausgesprochener Verfechter des Libertarismus, der nach seiner Ansicht auch Monetarismus, die Entfesselung der Marktkräfte, scharfe Steuerkürzungen, unbeschränkten Handel am Sonntag, Beschränkungen des Einflusses der Gewerkschaften beinhaltete sowie das Verbot von Mindestlöhnen, Verstaatlichung der Industrie und inflationssicherer Renten.

## Leben

### Hochschullehrer und erfolglose Unterhauskandidaturen
Harris, Sohn eines Eisenbahninspektors, absolvierte nach dem Besuch der Grammar School in Tottenham ein Studium der Wirtschaftswissenschaften am Queens’ College der University of Cambridge, das er mit Auszeichnung abschloss. Nach Abschluss des Studiums mit einem Master of Arts (M.A.) wurde er 1949 Lecturer für Politische Ökonomie an der University of St Andrews und lehrte dort bis 1965.
Als Hochschullehrer galt er als starker Verfechter des Libertarismus, der nach seiner Ansicht auch Monetarismus, die Entfesselung der Marktkräfte, scharfe Steuerkürzungen, unbeschränkten Handel am Sonntag, Beschränkungen des Einflusses der Gewerkschaften beinhaltete sowie das Verbot von Mindestlöhnen, Verstaatlichung der Industrie und inflationssichere Renten.
Zu Beginn seiner Lehrtätigkeit wurde das Eintreten für die Marktfreiheit äußerst kritisch betrachtet, da die kollektiven Anstrengungen während des Zweiten Weltkrieges sowie der Regierung der Labour Party unter Premierminister Clement Attlee von 1945 bis 1951 staatliche Eingriffe und Keynesianismus die Wirtschaftspolitik prägten. Durch das 1943 von Friedrich August von Hayek veröffentlichte Buch Der Weg zur Knechtschaft, das 1944 unter dem Titel The Road to Serfdom auch in englischer Sprache erschien, wurde kleinere Ansätze des Libertarismus deutlich.
Während dieser Zeit kandidierte er für die Liberalen Unionisten der Conservative Party bei den Unterhauswahlen vom 25. Oktober 1951 im Wahlkreis Kirkcaldy Burghs erstmals erfolglos für ein Abgeordnetenmandat im House of Commons. Bei den Wahlen vom 26. Mai 1955 kandidierte er im Wahlkreis Edinburgh Central abermals ohne Erfolg für einen Sitz im Unterhaus.

### Generaldirektor des IEA und ideologischer Wegbereiter des Thatcherismus
Mitte der 1950er Jahre gelang es Hayek den Geflügelzuchtunternehmer Antony Fisher sowie den nationalliberalen Unternehmer Oliver Smedley von der Gründung eines marktliberalen Forschungsinstituts zu überzeugen.
1957 wurde Harris schließlich zusammen mit Arthur Seldon Generaldirektor dieser 1955 als Institute of Economic Affairs (IEA) gegründeten wirtschaftsliberalen Denkfabrik und bekleidete diese Funktion bis 1987.
In späteren Jahren veröffentlichten Harris und Seldon zusammen mit Enoch Powell und anderen rechtskonservativen Politikern der Tories eine Reihe von leicht verständlichen Schriften wie Down With the Poor (1971) und The Challenge of the Radical Reactionary (1981). Diese Schriften trugen dazu bei den Post-war consensus, den nach den beiden Schöpfern Schatzkanzler Rab Butler von der Conservative Party und dem Vorsitzenden der Labour Party, Hugh Gaitskell, auch Butskellismus genannten Kräfteausgleich zwischen Conservative Party und Unternehmen einerseits sowie der Labour Party und den Gewerkschaften auf der anderen Seite, zu beseitigen. Gleichzeitig schufen sie die intellektuelle Basis für die Entstehung für die Politik der seit 1979 regierenden Premierministerin Margaret Thatcher und dem nach ihr benannten Thatcherismus.

### Oberhausmitglied und Präsident der Mont-Pelerin-Society
Durch ein Letters Patent vom 19. Juli 1979 wurde Harris als Life Peer mit dem Titel Baron Harris of High Cross, of Tottenham in the County of Greater London, gemäß dem Life Peerages Act 1958 in den Adelsstand erhoben und gehörte bis zu seinem Tod dem House of Lords als Mitglied an. Er war damit der erste Peer, der auf Vorschlag der neuen Premierministerin Margaret Thatcher ernannt wurde. Seine offizielle Einführung (Introduction) in das Oberhaus erfolgte mit Unterstützung durch Lionel Robbins, Baron Robbins und Douglas Houghton, Baron Houghton of Sowerby am 24. Juli 1979.
Während der von 1979 bis 1990 dauernden Amtszeit von Premierministerin Thatcher galt das IEA neben dem 1974 von Thatcher und Keith Joseph gegründeten Centre for Policy Studies als inoffizielle Denkfabrik der Regierung. Obwohl er zahlreiche durch den von Margaret Thatcher eingeführten Thatcherismus eingeführte Änderungen wie die Kopfsteuer (Poll Tax) unterstützte, unterstrich er andererseits die ideologische Unabhängigkeit des IEA. 1985 gründete er mit der No Turning Back-Gruppe einen Kreis von Anhängern Thatchers.
1982 wurde Harris als Nachfolger von Chiaki Nishiyama Präsident der Mont Pelerin Society, ein 1947 gegründeter Zusammenschluss liberaler Intellektueller, deren Ziel die Verteidigung und Förderung von Freiheit, Rechtsstaatlichkeit, Privateigentum und Wettbewerb ist. 1984 folgte ihm James M. Buchanan in dieser Funktion.
1987 wurde er als Generaldirektor des IEA von Graham Mather abgelöst und wurde stattdessen Vorsitzender des Instituts, ehe er 1990 gemeinsam mit Arthur Seldon Gründungspräsident des IEA wurde. Nachdem Seldon 1991 wegen der großen Nähe des Instituts zur Regierung von Premierminister John Major, dem Nachfolger Thatchers, zurücktrat, schien es als ob auch Harris zurücktreten würde. Nachdem allerdings Mather 1992 zurücktrat, blieben Harris und Seldon dem IEA als Trustees verbunden.
Im Oberhaus schloss sich Harris der Gruppe der parteilosen Peers, den Crossbencher, an, wodurch es ihm möglich war, die 1993 von der Regierung Major eingeleitete Pachtreform als „völlig bedauerlich“ zurückzuweisen, das dieses „die Heiligkeit des Vertrages mit den Verpächtern verletze.“

### Rauchverbotsgegner, Europaskeptiker und Eintritt für Presse- und Rundfunkfreiheit
Als Vorsitzender von FOREST setzte er sich seit 1989 auch für die Rechte von Rauchern und gehörte 1995 zu denjenigen, die erfolglos für das Rauchverbot auf der Strecke Brighton-Victoria eintraten. In seinem 1998 erschienenen Buch Murder a Cigarette tat er die Gefahr des Passivrauchens als basierend auf „Pseudowissenschaft, anekdotenhafte Beweise, selektive Umfragen und statistischen Hokuspokus“ (‚pseudo-science, anecdotal evidence, selective surveys and statistical jiggery-pokery‘) ab.
1989 wurde er ferner Vorsitzender der EU-skeptischen Bruges Group, wenngleich er als Verfechter des Freihandels den durch die Römischen Verträge vorgesehenen Europäischen Binnenmarkt bevorzugte. Andererseits trat er gegen die Interventionen von Seiten der Europäischen Kommission ein und kritisierte den Vertrag von Maastricht als „eine Ablenkung der Fertigstellung des gemeinsamen Marktes“ (‚a distraction from completing the single market‘). 1991 wurde er als Vorsitzender der Bruges Group durch Nicholas Ridley abgelöst, der im Juli 1990 als Handels- und Industrieminister wegen anti-deutscher Bemerkungen zurücktreten musste. Gleichwohl blieb er energischer Gegner der Europäischen Zentralbank und der Währungsunion und hob hervor, dass es schon für eine einzelne Nation wie Großbritannien schwierig sei, einen einheitlichen Zinssatz unter Berücksichtigung der wirtschaftlichen Situation der verschiedenen Landesteile zu finden. Umso unmöglicher hielt er einen gemeinsamen Zinssatz für die gesamte Eurozone.
Harris, der seit 1988 Mitglied des Direktoriums der Tageszeitung The Times und ein überzeugter Unterstützer von Rupert Murdoch war, kritisierte 1996, dass der damals eingebrachte Rundfunkgesetzentwurf den Pay-TV-Sender British Sky Broadcasting (BSkyB) bewusst diskriminierte. 1999 trat er gegen den Vorschlag des Liberal-Democrats-Peer Thomas McNally, Baron McNally ein, der forderte, dass die von Murdoch herausgegebenen Zeitungen unter Preis angeboten werden dürfen.
Im April 1998 befand sich Harris als Wirtschaftsliberaler abermals in einer Zwickmühle als Bertram Bowyer, 2. Baron Denham öffentliche Mittel zur Rettung der D’Oyly Carte Opera Company forderte. In der Debatte im Oberhaus führte er dazu aus.
„Sollte ein ehrlicher Marktliberaler durcheinander gebracht werden durch etwas, was so verdächtig nach einem Ruf nach Subventionen aussieht, wenn auch für einen guten Grund? Für mich sind öffentliches Gelder immer verdorbene Gelder.“ (‚Should an honest market man get mixed up in what looks suspiciously like an appeal for subsidies, even for so good a cause? To me, public money has always been tainted money.‘)
Aus diesem Grund führte er als Anhänger der D’Oyly Carte Opera Company Gespräche mit dem Kunstrat (British Arts Council) zur Unterstützung der Operngesellschaft, die überwiegend komische Opern von Gilbert und Sullivan aufführte.

## Veröffentlichungen
- Politics Without Prejudice: a biography of R. A. Butler, 1956
- Hire Purchase in a Free Society, 1958
- Advertising in a Free Society, 1959
- Murder a Cigarette, 1998